# 崇仁路站
崇仁路站位于中华人民共和国湖北省武汉市硚口区，是武汉地铁1号线的地铁车站。

## 车站结构

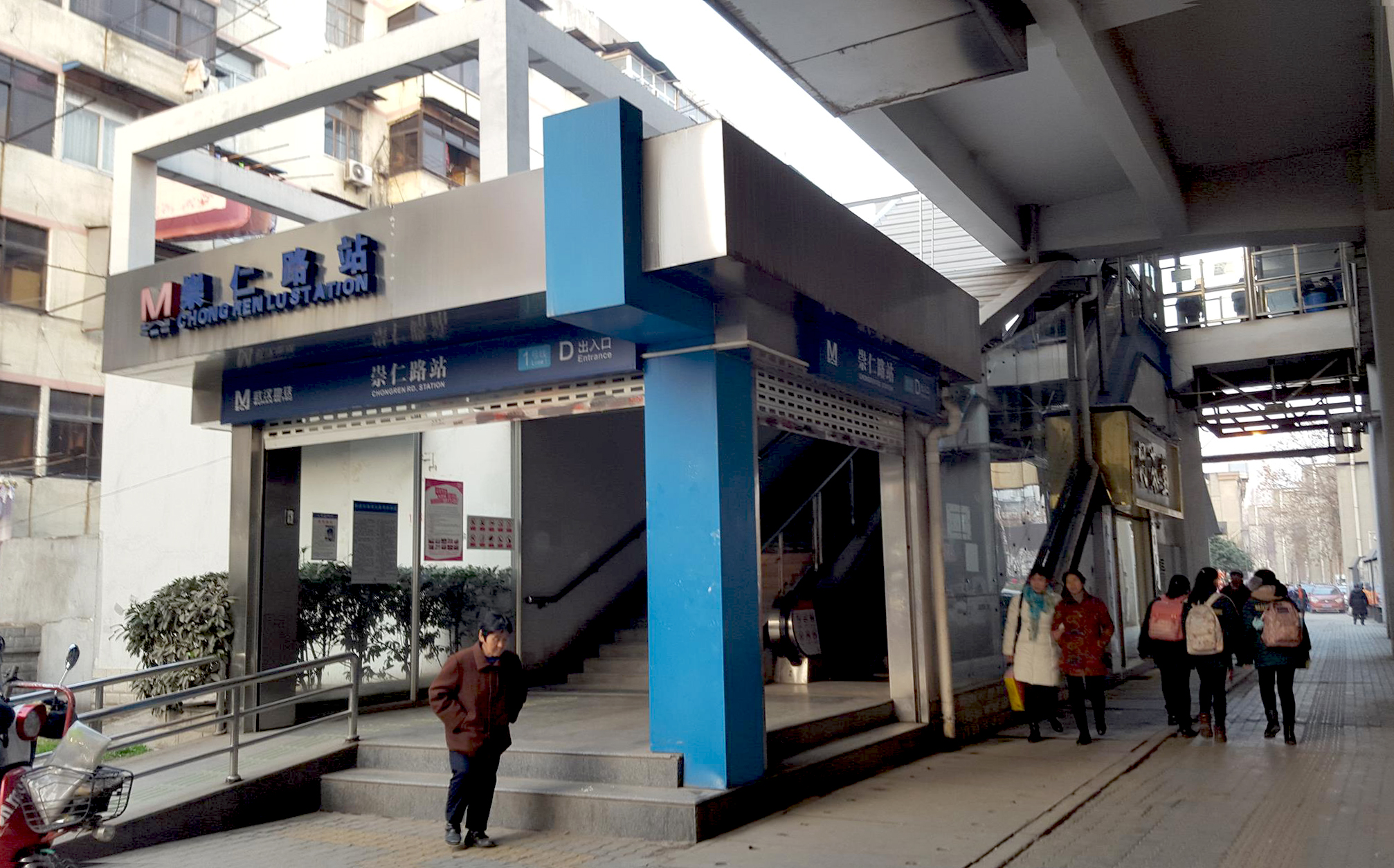
車站D出口

车站位于京汉大道与崇仁路的交汇处，沿京汉大道布置。为东西走向
车站为高架三层侧式站台，地面为京汉大道主干道，上二层为车站站厅房屋。

### 楼层分布
| 地上三层 | 侧式站台，右侧开门 | 侧式站台，右侧开门           | 侧式站台，右侧开门 | 侧式站台，右侧开门 |
|          |                    | █ 1号线 往径河（硚口路）     |                    |                    |
|          |                    | █ 1号线 往汉口北（利济北路） |                    |                    |
|          | 侧式站台，右侧开门 |                              |                    |                    |
| 地上二层 | 站厅               | 售票机、客服中心、聯外天橋   |                    |                    |
| 地面     |                    | 出入口                       |                    |                    |

### 车站出口
|                                                 |      |      |  |
| 出口編號                                        | 設施 | 照片 |  |
| A                                               |      |      |  |
| B                                               |      |      |  |
| C                                               |      |      |  |
| D                                               |      |      |  |
| 注： 設有升降機 \| 設有輪椅升降台 \| 設有洗手間 |      |      |  |

## 历史
崇仁路站是武汉地铁1号线一期工程的站点之一。2004年7月28日正式开通运营。

## 接驳交通

### 公汽
551、622、808 

## 邻近地区
一品天下休闲娱乐城、武汉体育馆、亚洲大酒店、同济医院、武汉第一职教中心、武汉市第十一中学、武汉市第二十四中学、汉口茶叶市场

### 内部链接
- 武汉地铁车站列表